# Kostel svatého Jana Křtitele (Ryžoviště)
Kostel svatého Jana Křtitele stojí v katastrálním území Ryžoviště  v okrese Bruntál, byl postaven v druhé polovině 16. století a je chráněnou kulturní památkou České republiky. Farní kostel patří pod římskokatolickou farnost Ryžoviště děkanát Bruntál diecéze ostravsko-opavské.

## Historie
Založení Ryžoviště se datuje do roku 1190, první písemná zmínka z roku 1295 uvádí založení nemocnice s kaplí. Dřevěná kaple, postavena v roce 1289, byla vypálená husity. Nová větší byla postavená v roce 1433. Byla také vypálená s celou osadou, ale z důvodů morové epidemie. V roce 1560 byl vystavěn zděný protestantský kostel s věží, který v roce 1600 nechal rozšířit Jan starší Kobylka z Kobylího. Po roce 1624 byl kostel rekatolizován a dostal se pod ochranou Řádu německých rytířů. V roce 1655 se stal farním kostelem, byl znovu vysvěcen katolickým biskupem Janem Gobbarem a zasvěcen sv. Janu Křtiteli. V letech 1755–1758 byl přestavěn do barokní podoby a v roce 1758 vysvěcen farářem Johannem Georgem Schieblem, za účasti falckého hraběte a velmistra řádu Klementa Augusta Wittelsbacha. V roce 1908 byla v kostele položena nová dlažba a v roce 1928 byl kostel elektrifikován.

## Popis

### Exteriér
Kostel je jednolodní zděná neorientovaná stavba na půdorysu obdélníku s půlkruhovým závěrem, s jádrem z doby před rokem 1576 a s kněžištěm na jižní straně. Osově v severním širokém průčelí je hranolová věž vysoká 49 m zakončená osmiúhlou kopulí. Sakristie byla v roce 1844 přemístěna z evangelijní strany na stranu epištolní. Kostel má sedlovou střechu krytou břidlicí. 

### Interiér
Loď má valenou klenbu s výsečemi a konchou, je dlouhá 37 m a široká 13 m. V roce 1902 vyzdobil Josef Hübsch z Prahy klenbu čtyřmi freskami: Zvěstování Panny Marie, Narození Páně, Obřezávání, Klanění mudrců. Po obou stranách lodi jsou u tři výklenky, které jsou výškově rozděleny na dvě patra. V dolní části jsou boční oltáře, nad nimi je průběžný ochoz. Hlavní barokní oltář a šest vyřezávaných bočních oltářů vytvořil sochař Josef Obletter z Saint-Ulrichu v Tyrolsku. Na hlavním oltáři s bočními sloupy je obraz Povýšení svatého Kříže od malíře Antona Josefa Richtera ze Šternberka, který také vytvořil obraz Umírající Josefa s Ježíšem a Marií a čtrnáct obrazů Křížové cesty. V severní části lodi se nachází kruchta na dvou kamenných pilířích s balustrádovým zábradlím a s varhany.
Z roku 1897 pochází křtitelnice z kararského mramoru s polychromovanou sochou svatého Jana Křtitele od Dominika Daneta ze Saint-Ulrichu.
V roce 1816 byly pořízeny varhany za 2000 zlatých od varhanáře Sebastiana Staudingera z Andělské Hory. V roce 1872 byly nahrazeny novými z dílny Rieger z Krnova.

### Pamětní desky
V interiéru v severní zadní části kostela jsou renesanční náhrobky Georga Ruprechta, velitele na hradě Slovinec, a jeho manželky Eleonory Doroty. Oba jsou pohřbeni pod dlažbou lodi.
Náhrobník Georga Ruprecta je 130 cm vysoký a 90 cm široký, je na něm vytesána postava muže a v dolní části je text:
„Anno 1666 den letzten May ist im Gott seelig verchieden der Wohledle / Gestrenge
Georgio Ruprecht, der Hochfürstl., Hoch und Teutsch / meisterischen Herschaft
und Commenda Eulenberg derzeit in das 14 Jahr / Hauptmann seines Alters 42
Jahr 8 Wochen 6 Tagen.“
Náhrobník Eleonory Doroty je 130 cm vysoký a 90 cm široký. Je na něm vytesána stojící žena s nápisy po obou stranách.
Vlevo je text:„FALLAX / GRATIA / ET VANIA / EST PVL / CHRITVaDO / MVLIER / TIMENS / DOMINVM / IPSA LAV / DABITVR / PROV : 31“
Vpravo: „DOROTH / EA ELEO / NORA RV / PRECHTIN / GEBOHRNE / KRAVSIN / HAVBT / MANIN / EVLEN / BERG / STARB / A(NN)O 1665 / 27 / MARTII“
Na venkovní jižní zdi kostela je pamětní deska s vytesaným letopočtem 1603 mezi znaky Kobylky z Kobylího (pod ním text: „IAN STARSSI KOBILKA / Z KOBILIHO A NA SOVINCZI“)
a znaku Anny Ederovny ze Štiavnice (pod ním text: „ANNA EDEROWNA SSTI / AWNICZE A NA SOWINCZI“)

Nad vchodem do kostela je vezděna znaková deska jeden metr vysoká a půl metru široká s reliéfem kříže Řádu německých rytířů s iniciálami E. E. a datací vyjádřenou římskými čísly: AD MCMIII

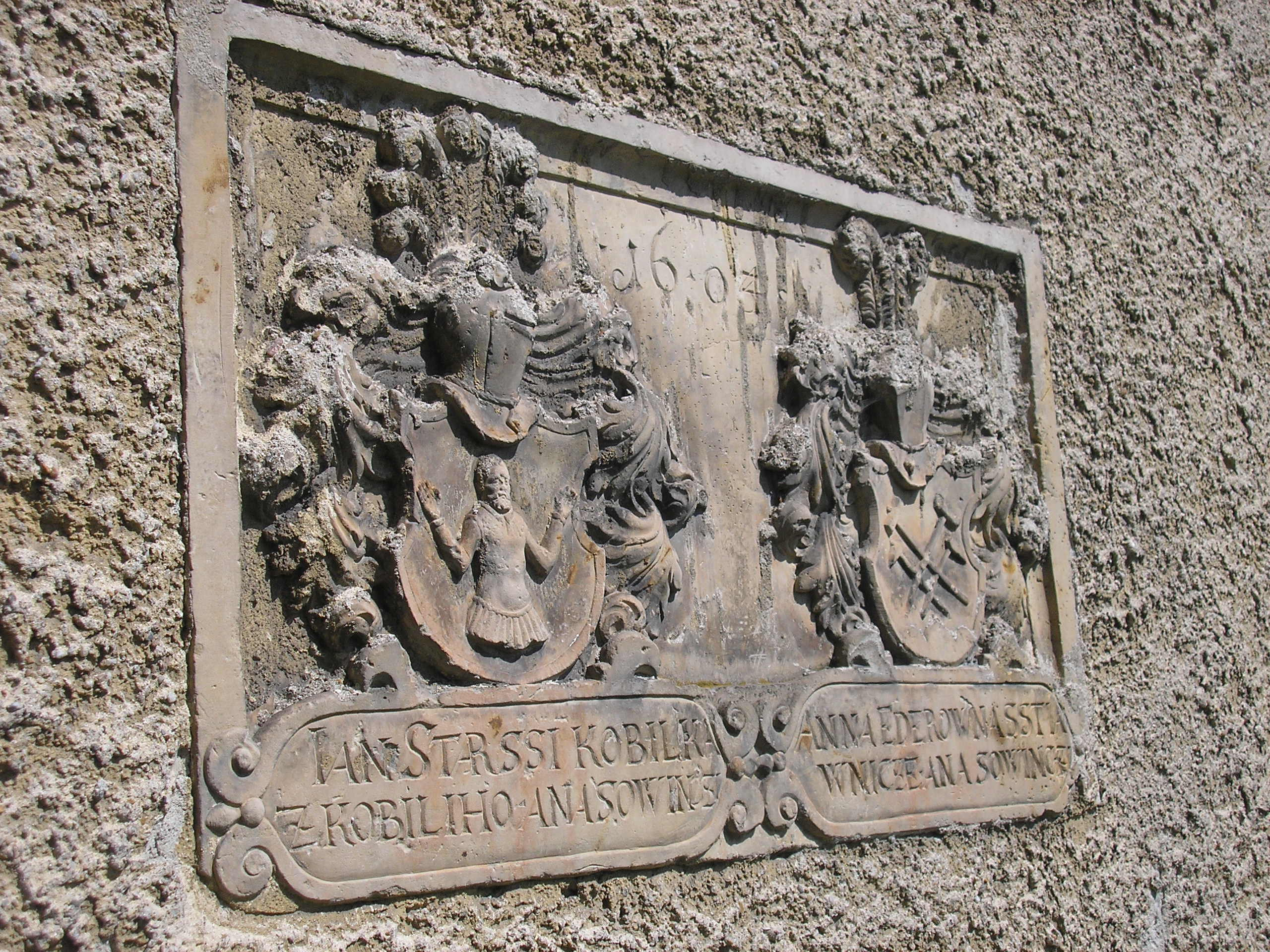
Náhrobník  Georga Ruprechta a jeho manželky Eleonory Doroty.
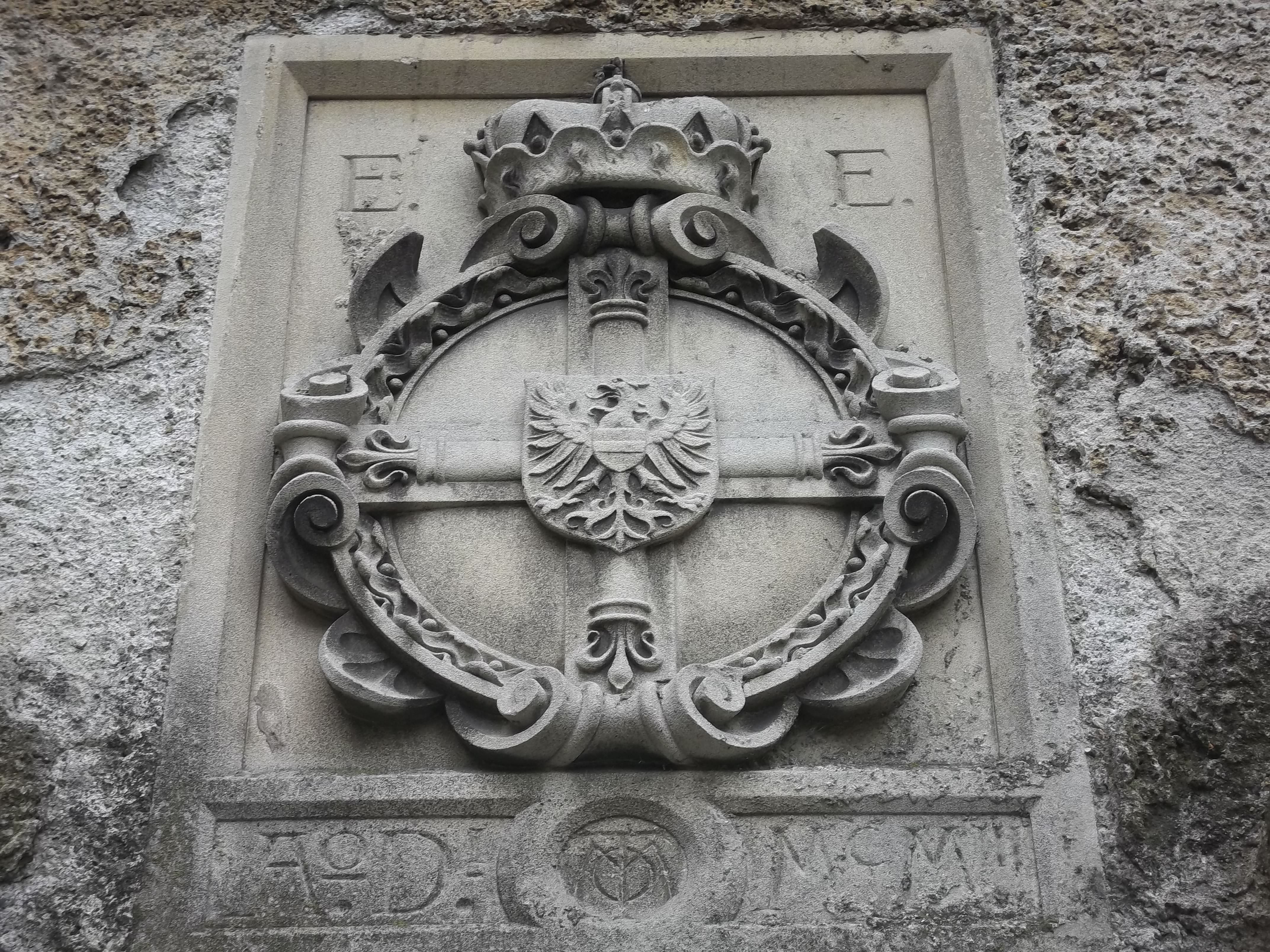
Pamětní deska nad vchodem

### Zvony
Kostelní zvony byly čtyři. Podle diplomové práce byly zvony rekvírovány  v době první světové války, v roce 1921 nahrazeny novými (zvon Marie a Anna), které byly rekvírovány 26. února 1942 v době druhé světové války.
1,  Nejstarší zvon pochází z roku 1547, byl ulit olomouckým zvonařem Lukášem Grimem a v roce 1804 byl přelit. Jeho hmotnost je uváděna 1 cent a 50 liber (cca 87,25 pro staročeský cent, cca 84 kg pro vídeňský cent)   Na zvonu je uváděn nápis:
| „ | In der Ehre Gottes des allmächtiges Vaters durch Jesum C(hris)tum hat mit Lukas Grimm von Ollmütz im Jahre 1547 gegossen auf Lindersdorf | “ |

(česky: Ve slávě Boha Otce všemohoucího skrze Ježíše Krista mne ulil Lukas Grimm z Olomouce v roce 1547 pro vesnici Lindersdorf)
2, Druhý byl ulit v roce 1616 zvonařem Adamem Schraubem v Nyse, má průměr 84 cm, hmotnost 6 centů a 62 liber (401,4 kg, 370,76 kg). Na zvonu je uváděn nápis:
| „ | Adam Schraub goss mich A(nn)o 1616 zu Neus. Gloria Patri et Filio et Spiritui Sancto. Jan der ältere Kobilka von Schönweisen, Her auf Eulenberg Römisch k. k. Majestät Rath. Magdalena geborhne Brzepitkin von Reichenburg benefactores | “ |

(česky: Adam Schraub mne ulil v roce 1616 v Nyse. Sláva Otci, Synu i Duchu svatému. Jan Starší Kobylka dobrotivý pán na Sovinci, rada římského k.k. majestátu, Magdalena rozená Brzepitzkin z Reichenburgu patroni (mecenáši))
3,  V roce 1637 byl kostel zničen požárem, při kterém se roztavily dva zvony. Třetí zvon o hmotnosti 15 centů byl ulit v roce 1638 v Opavě zvonařem Kryštofem Gämpelem. Na zvonu je uváděn nápis:
| „ | Bürgermeister und Stadrath zu Braunseifen haben diese Glock güsse lasse. Durch das Feuer bin ich geflossen, Christoph Gämpel in Tröppau hat mich gegossen. A(nn)o 1638. Sob regimine Ordinis Teutonici | “ |

(česky: Starosta a městská rada Ryžoviště nechali ulít tento zvon. Ohněm jsem byl litý, Christov Gämpel v Opavě mne ulil v roce 1638. Za panství německého řádu)
4, Malý zvon, umíráček, byl odlit v Olomouci v roce 1766 zvonařem Wolfgangem Straubem na náklady Floriana Breyera z Ryžoviště. Na zvonu je uváděn nápis:
| „ | WOLFGANG STRAUB GOSS MICH IN OLLMÜTZ 1766. TUOS MISERICORDES OCULOS AD AGONITANTES O CLEMENS VIRGO CONVERTE | “ |

(česky: Wolfgang Straub mne ulil v Olomouci. Svůj milosrdný pohled věnuj umírajícím, o dobrotivá panno.)
Zvon Marie o průměru 87 cm byl ulit firmou Vojtěch Hiller vdova a syn (Adalbert Hiller’s Witwe und Sohn) v roce 1921 v Brně. Byl rekvírován v roce 1942. Na zvonu byl nápis:
| „ | Ave Maria, erklige es laut, bitt für uns Sünder, o Gottesbraut! Gewidmet von den Pfarrkindern von Braunseifen und Weigelsdorf. Gegossen in J (ahr) 1921 unter dem Pfarrer P. J. Klein. O. T. | “ |

(česky: Zdrávas, Maria, řekni to nahlas, pros za nás hříšníky, nevěsto Boží! Věnováno farníky Ryžoviště a Vajglov. Ulit v roce 1921 za pastora P. J. Kleinem. O.T.)
Zvon Anna  o průměru 70 cm byl ulit firmou Vojtěch Hiller vdova a syn (Adalbert Hiller’s Witwe und Sohn) v roce 1921 v Brně. Byl rekvírován v roce 1942. Na zvonu byl nápis:
| „ | Ehre sei Gottes in der Höhe und Friede den Menschen auf Erde, die guten Willen sind! Gewidment von Deutschen Orden der katolischen Pfarrgemeinde Braunsiefen. Gegossen in J (ahr) 1921 unter dem Pfarrer P. J. Klein. O. T. | “ |

(česky: Sláva na výsostech Bohu a pokoj lidem dobré vůle na zemi! Věnováno Německým řádem katolické farnosti Ryžoviště. Ulit v roce 1921 za pastora P. J. Kleinem. O.T.)

V kostelní věži se nachází hodinový stroj z roku 1877.